# Тулум
Тулум (на испански: Tulum) е археологически обект в Югоизточно Мексико, щата Кинтана Ро, обхващащ развалините на някогашен град на маите.
Той е сред най-късните градове на маите. Достига своя разцвет през 13 – 15 век, като просъществува 70 години след началото на завладяването на региона от Испания. След това градът бързо запада, вероятно в резултат на пренесени от испанците заразни болести.
Сред най-добре запазените крайбрежни градове на маите, днес Тулум е важен туристически център.